# Hoa Sơn, Ứng Hòa
Hoa Sơn là một xã thuộc huyện Ứng Hòa, thành phố Hà Nội, Việt Nam.
Xã Hoa Sơn có diện tích 6,69 km², dân số năm 1999 là 6.271 người, mật độ dân số đạt 937 người/km² gồm 3 làng Miêng Thượng (toàn tòng Thiên Chúa giáo), Miêng Hạ và Trần Đăng.